# ایتی کانتورال
زوچی کانتورال ایتاتی گوادلوپ (زاده ۱۳ مه ۱۹۷۵) بازیگر، خواننده، رقصنده و تهیه‌کننده مکزیکی است. او بیشتر برای نقش‌های ثریا مونته‌نگرو در ماریا لا دل باریو (۱۹۹۵) و آلخاندرا آلوارز دل کاستیلو فرناندز «La Licenciada» در تا زمانی که پول ما را از هم جدا کند (۲۰۰۹) شناخته می‌شود.
کانتورال در مکزیکو سیتی، مکزیک به دنیا آمد. او دختر آهنگساز و ترانه‌سرای مکزیکی، روبرتو کانتورال، و هنرپیشه آرژانتینی ایتالیایی‌تبار، ایتاتی زوکی است. کانتورال دارای سه برادر کارلوس، روبرتو و همچنین بازیگر و خواننده خوزه کانتورال است.

## فیلم‌شناسی

### فیلم
| سال  | عنوان                         | نقش                      | یادداشت‌ها     |
| ---- | ----------------------------- | ------------------------ | ------------- |
| ۱۹۹۶ | بونتا                         | بونتا                    |               |
| ۲۰۰۲ | وقتی ماهی مرده                | کنترکتور تلویزیون        | فیلم کوتاه    |
| ۲۰۰۳ | "حجاب کینیبال"                | فروشنده هواپیمایی        |               |
| ۲۰۰۳ | "یا نه لوس hacen como antes"  | پرلا                     |               |
| ۲۰۰۴ | مرد در آتش                    | ایولین                   | نقش غیر معتبر |
| ۲۰۰۶ | کانزادا د بزرگ sapos          | سسیلیا                   |               |
| ۲۰۰۶ | لوس پاژاراکوس                 | فینا                     |               |
| ۲۰۰۶ | نه hay derecho joven          | وکیل                     |               |
| ۲۰۰۷ | یک شب طولانی                  | پاتی                     |               |
| ۲۰۰۹ | امار                          | لیزا                     |               |
| ۲۰۱۲ | ال سانتوس vs لا تاتونا مندوزا | بازیگر فیلم "لا لیسیادا" |               |
| ۲۰۱۴ | "آمور دی میس امورز"           | الوا                     |               |
| ۲۰۱۴ | دیکتاتوری کامل                | لوکرسیا لاسکوراین        |               |
| ۲۰۱۷ | بر روی موشک‌ها                 | مربی سواری               |               |
| ۲۰۱۹ | " نه مانچز فریدا " ۲          | کامیلا                   |               |
| ۲۰۲۲ | مادرزادم از من متنفر است      | ریجینا                   |               |

### تلویزیون
| عنوان   | سال                                 | نقش                                    | یادداشت‌ها                       |
| ------- | ----------------------------------- | -------------------------------------- | ------------------------------- |
| ۱۹۸۶    | لا تلارانا                          |                                        |                                 |
| ۱۹۹۱    | "مچاتاس"                            | لوسیا اگوئلارا                         |                                 |
| ۱۹۹۱    | لا پیکارا سونادورا                  | ملیس                                   |                                 |
| ۱۹۹۲    | از جلو آفتاب                        | لوپتا                                  |                                 |
| ۱۹۹۳    | دو زن، یک راه                       | گراسیلا تورس نونز                      |                                 |
| ۱۹۹۴–۹۶ | زنان، قضیه‌های زندگی واقعی           | نقش‌های مختلف                           | ۴ قسمت                          |
| ۱۹۹۴    | آنچه می‌بینم و نمی‌بینم دو زن، یک راه | گراسیلا تورس نونز                      | فیلم‌های آرشیویی، فیلم تلویزیونی |
| ۱۹۹۵    | ماریا لا دل بارریو                  | سورایا مونتنه گرو                      |                                 |
| ۱۹۹۶    | تو و تو                             | کاساندرا                               |                                 |
| ۱۹۹۷    | سلام، پول و عشق                     | استرلا پرز                             |                                 |
| ۱۹۹۴    | دربز این کیوان                      | سورایا مونتنه گرو                      | عکس‌های آرشیویی                  |
| ۱۹۹۹    | "کوینتو دی ناودیت"                  | سیبرینگ سیروس                          |                                 |
| ۱۹۹۹    | جهنم در بهشت                        | فرانچسکا پاولی پرادو                   |                                 |
| ۲۰۰۱    | جنبیده شدن پاپاد                    | راکل ویلاویسینسیو روزاس                |                                 |
| ۲۰۰۱    | دوستان و رقیب                       | ادوگس                                  |                                 |
| ۲۰۰۲    | همه چیز                             | راکل                                   |                                 |
| ۲۰۰۳    | "الما هریدا"                        | اوگنیا گرانادوس                        |                                 |
| ۲۰۰۶    | "بچهٔ بلانکو"                        | آلیسیا گواردیولا                       |                                 |
| ۲۰۰۸    | آخرین زمان                          | سیلفیا                                 | قسمت: "ملا نوت"                 |
| ۲۰۰۸    | قتل زنان                            | ساندرا آرویید                          | قسمت: "ساندرا، ترپادا"          |
| ۲۰۰۹–۱۰ | تا وقتی که پولمون از هم جدا بشه     | الیهاندرا البارز دِل کاستیلو            | نقش اصلی؛ ۲۳۱ قسمت (موسم ۱)     |
| ۲۰۱۱    | سکس دیبل                            | هِلِنا رومان                             |                                 |
| ۲۰۱۲    | کاپادوکیا                           | لئونر کانتو                            | نقش تکراری؛ ۴ قسمت (موسم ۳)     |
| ۲۰۱۳    | خوش شانس                            | کمیسیون پالوما الارکن                  |                                 |
| ۲۰۱۵    | کی با پاتریشیا سولر ازدواج کرد؟     | سارا فرناندز / ایزابل                  |                                 |
| ۲۰۱۵    | عشق و عشق                           | ایزابل                                 | نقش اصلی؛ ۱۲۸ قسمت (موسم ۱)     |
| ۲۰۱۶    | ال واتو                             | وندی لوزادا                            | ۹ قسمت                          |
| ۲۰۱۶–۱۷ | "ال چما"                            | بلانکا                                 | نقش اصلی؛ ۷۹ قسمت (موسم ۱)      |
| ۲۰۱۸    | جوزِ جوزِ، پرنسِ دِ لا ترانژانا         | ناتالیا "کیکی" هررا                    | نقش اصلی                        |
| ۲۰۱۹    | "سیلڤیا پینال" در مقابل "تی"        | سیلفیا پینال                           | نقش اصلی                        |
| ۲۰۱۹    | سِرِن کوارتوس                         | گرازلا گارزا دی لا گارزا و ماستر گارزا | نقش اصلی                        |
| ۲۰۲۰    | لا مکسیکان و ال گورو                | آندریا ایبارولا گیل                    | نقش اصلی                        |
| ۲۰۲۲    | پدران به درخواست                    | ماریکارمن                              |                                 |
| ۲۰۲۲    | گرما بالا                           | گلوریا                                 | نقش اصلی                        |